# Corbières (Aude)
Corbières en idioma francés, Corbièras en idioma occitano, es una localidad y comuna francesa, situada en el departamento del Aude en la región de Languedoc-Roussillon. 
A sus habitantes se les conoce por el gentilicio Corbiérais.

## Etimología
El topónimo proviene de la voz en occitano Còrb, que significa cuervo.

## Lugares de interés
- Iglesia Saint-André

## Demografía
| 9 | 26 | 27 | 35 | 33 | 26 |
| Para los censos de 1962 a 1999 la población legal corresponde a la población sin duplicidades (Fuente: INSEE [Consultar]) |    |    |    |    |    |

(Población sans doubles comptes según la metodología del INSEE).